# Skryboniusz Largus
Scribonius Largus – lekarz rzymski, który w roku 43 n.e. towarzyszył Klaudiuszowi w wyprawie do Brytanii.
Skryboniusz jest autorem dzieła De compositione medicamentorum (O sporządzaniu leków), z którego zachowały się jedynie fragmenty. Około 47 n.e. na prośbę Gajusza Juliusza Kallistusa, wyzwoleńca cesarza, sporządził listę 271 recept (compositiones), w większości jego własnych, choć przyznał, że jest przy tym dłużnikiem swych nauczycieli, przyjaciół i pism wybitnych lekarzy.
Był uczniem Tryfona i Apulejusza Celsusa. Niektóre z jego przepisów przytaczał Galen.